# 黒崎修斎
黒崎 修斎（くろさき しゅうさい、明治10年〈1877年〉 - 没年不明）とは、明治時代の日本画家。

## 来歴
尾形月耕の門人、岡山県に生まれる。『風俗画報』の表紙絵や挿絵などを手がけた。明治34年（1901年）秋に開催された第11回日本絵画協会・第6回日本美術院連合絵画共進会では「美人観楓」を出品し三等褒状を受賞している。

## 作品
- 『おおかみときつねのはなし』（修身童話7）　グリム著、湯本武比古訳　開発社、明治32年12月　※修斎挿絵、以下同
- 『ふくのかみ』（修身童話5）　グリム著、樋口勘次郎訳　開発社、明治32年12月
- 『おくびょうとうぞく』（修身童話6）　グリム著、樋口勘次郎訳　開発社、明治33年3月
- 『おてんばまめ』（修身童話8）　グリム著、湯本武比古訳　開発社、明治33年11月
- 『ならずもの』（修身童話9）　グリム著、湯本武比古訳　開発社、明治34年5月
- 『学校家庭訓話真婦人』　高橋淡水著　秋葉慶雲堂、明治43年（1910年）3月
- 『児童教訓　赤穂四十七士画譚』　沼田笠峰編著　文盛館・博文書院、明治43年7月
- 『小山羊の歌』　マライア・エッヂワース著、本間久訳　良明堂書店、明治44年5月
- 『勅語と御製』　石原万岳著　文盛館、大正元年（1912年）2月